# Pierre Thorsson
Pierre Roger Valdemar Thorsson, född 21 juni 1966 i Linköping, är en svensk före detta handbollsspelare och handbollstränare. Han är vänsterhänt och spelade i anfall som högersexa.
Pierre Thorsson tillhörde första generationen av det svenska handbollslandslag som kom att bli riksbekant som "Bengan Boys". Han kom att spela 237 A-landskamper mellan 1988 och 2000 och gjorde allt som allt 557 landslagsmål. Till Thorssons specialiteter hörde ett mycket starkt skruvat skott runt målvakten från liten vinkel som på handbollsspråk blivit känt som en "knorr". Thorsson var också ofta den som avslutade den klassiska Gurkburk-kombinationen. 
Efter att den aktiva karriären som spelare avslutades 2005 fortsatte Pierre Thorsson som tränare i svenska division 1-klubben Hästö IF, fram till 2008.

## Landslagsmeriter
- OS: Silver 1992, 1996, 2000
- VM: Guld 1990, 1999; silver 1997; brons 1993, 1995
- EM: Guld 1994, 1998, 2000
- Kopia av Svenska Dagbladets guldmedalj 1998